# لش سر (مقاطعة كلاردشت)
لش‌سر (بالفارسية: لش‌سر) هي قرية تقع في قسم كلاردشت الغربي الريفي (مقاطعة كلاردشت) في إيران. يقدر عدد سكانها بـ 254 نسمة بحسب إحصاء 2016.